# 奥華子 vol.best
『奥華子 vol.best』（おくはなこ ボリューム・ベスト）は、奥華子のインディーズ時代のアルバム。2005年4月20日に発売された。

## 解説
奥華子のインディーズ時代を締めくくる集大成となったアルバム。リリース3か月後にポニーキャニオンより「やさしい花」でメジャーデビューを果たしており、インディーズ時代の最初で最後のアルバムである。
主に自主制作 vol.1 - vol.4からの再収録作品が多いが、2作品が新譜として取り入れられている。その2作品は、後に行われたライブをDVD化したものに収録されているが、正式な音源としては、このアルバムにしか収録されていない貴重な作品である。
このアルバムまでJASRAC登録上の出版権利者は日音である。メジャーデビュー以降の作品は原則ポニーキャニオンミュージックが出版権利者となる。

## 構成・収録曲
1. 小さな星 (vol.2)
2. 雲よりも遠く (vol.1)
3. 涙の色 (vol.2)
4. そんな気がした (vol.1)
5. 楔 (vol.4)
6. 笑った数 (vol.3)
7. 片想い（『コンサート2007春〜TIME NOTE〜 at渋谷C.C.Lemonホール』 [DVD]に収録）
8. 愛されていたい (vol.2)
9. 境界線（『もちろん一人で弾き語り!』 [DVD]に収録）
10. 虹色の目 (vol.1)
11. その手 (vol.3)
12. 伝えたい言葉 (vol.3)
13. 自由のカメ (vol.4)
14. 笑って笑って (vol.4)